# Heraclides de Leontins
Heraclides (llatí: Heracleides, en grec antic: Ἡρακλείδης) fou tirà de Leontins, a Sicília. Exercia el govern quan va desembarcar Pirros a l'illa l'any 278 aC i va ser un dels primers governants que va oferir la seva submissió al rei de l'Epir, segons que diu Diodor de Sicília.